# Dead Can Dance
Dead Can Dance és una banda australiana de música darkwave de Melbourne. Actualment compost per Lisa Gerrard i Brendan Perry, el grup es va formar l'any 1981. Es van traslladar a Londres l'any següent. L'historiador de la música australià Ian McFarlane va descriure l'estil de Dead Can Dance com "paisatges sonors construïts de grandesa fascinant i bellesa solemne; poliritmes africans, folk gaèlic, cant gregorià, música de l'Orient Mitjà, mantres i art rock".
Després d'haver-se dissolt temporalment el 1998, es van reunir el 2005 per fer una gira mundial, i de nou el 2011 per publicar i girar l'àlbum Anastasis. Van llançar el seu àlbum més recent, Dionysus, el 2018, i van fer una gira per Europa el 2022.

## Carrera

### Formació i primers anys
Dead Can Dance es va formar a Melbourne, Austràlia, l'agost de 1981 amb Paul Erikson al baix, Lisa Gerrard (ex-Microfilm) a la veu i percussió, Simon Monroe (Marching Girls) a la bateria i Brendan Perry (també de Marching Girls) a veu i guitarra. Gerrard i Perry van ser una parella que es va conèixer com a membres de l'escena Little Band de Melbourne. Dead Can Dance aviat es va convertir en caps de cartell al principal local postpunk de Melbourne, el Crystal Ballroom de St Kilda, i hi va fer un espectacle de comiat australià el maig de 1982 abans de traslladar-se a Londres, Anglaterra, on van signar amb el segell de música alternativa 4AD. Amb el duet, la formació inicial del Regne Unit eren Paul Erikson i Peter Ulrich.
L'àlbum debut del grup, Dead Can Dance, va ser llançat el febrer de 1984. L'obra d'art, que representa una màscara ritual de Nova Guinea, "proporciona una reinterpretació visual del significat del nom Dead Can Dance", ambientada amb una lletra grega falsa. L'àlbum va incloure "música de guitarra ambient impulsada per tambors amb cant, cant i udols", i encaixava amb l'estil d'onades etèries dels companys del segell Cocteau Twins. Van seguir amb una obra ampliada de quatre cançons, Garden of the Arcane Delights a l'agost. AllMusic va descriure els seus primers treballs com "tan gòtics com podien" (malgrat que el grup rebutjava l'etiqueta gòtica), mentre que l'EP els va veure "submergir-se en una gamma més àmplia de música i estil".
Per al seu segon àlbum, Spleen and Ideal, el grup estava format pel duet principal de Gerrard i Perry amb violoncel, trombó i timpà afegits per músics de sessió. Estrenat el novembre de 1985, va ser coproduït pel duet i John A. Rivers. Raggett el descriu com "un so europeu conscientment medieval […] com si fos gravat en una catedral immensa". El grup va crear un seguit a Europa, i l'àlbum va arribar al número 2 a les llistes indie del Regne Unit. El 1989, Gerrard i Perry es van separar a escala nacional –Gerrard es va traslladar a Barcelona abans de tornar a Austràlia i Perry es va traslladar a Irlanda–, però, així i tot, va escriure, gravar i actuar com a Dead Can Dance.

### Èxit musical

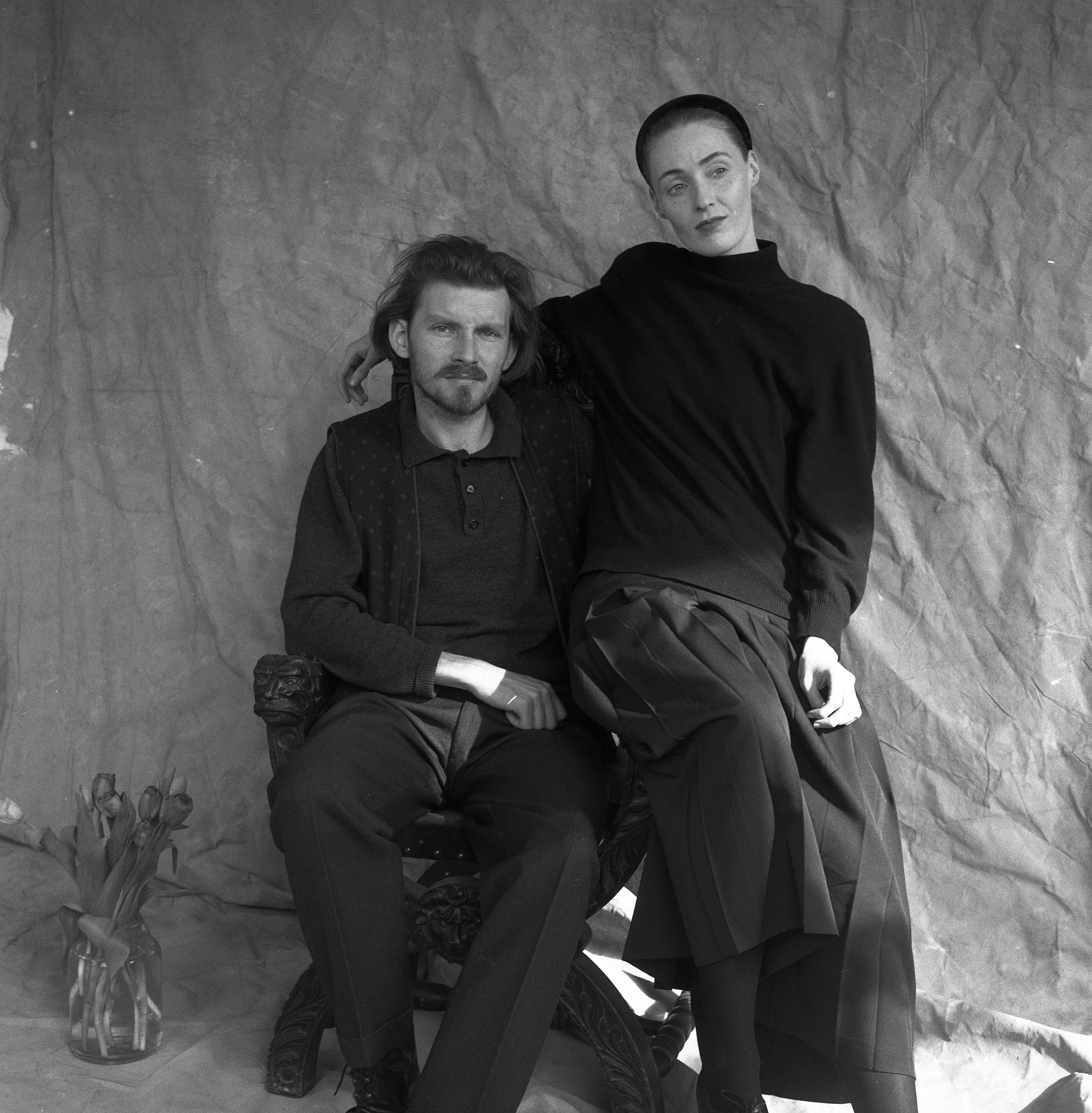
Brendan Perry i Lisa Gerrard 1989.

El sisè àlbum d'estudi del duo, Into the Labyrinth, es va publicar el setembre de 1993 i es va prescindir completament dels músics convidats; va vendre 500.000 còpies a tot el món i va aparèixer al Billboard 200. La banda es va convertir en l'acte més venut de 4AD. Van seguir amb una gira mundial el 1994 i van gravar una actuació en directe a Califòrnia que es va publicar com a Toward the Within, amb versions de vídeo en disc làser i VHS (més tard en DVD). Existeixen molts bootlegs no oficials de concerts que abasten la seva carrera, que contenen diverses cançons rares que només es van interpretar en directe. Toward the Within és el primer àlbum en directe oficial del duo, que va arribar al Billboard 200 i va ser seguit per In Concert 19 anys després. Gerrard va llançar el seu primer enregistrament en solitari, The Mirror Pool, i es va reunir amb Perry a l'àlbum d'estudi de Dead Can Dance Spiritchaser el 1996. L'àlbum també va arribar al Billboard 200 i va arribar al número 1 al Top World Music Albums Chart.

### Dissolució i reunions
L'any 1998, Dead Can Dance va començar a gravar un àlbum de seguiment de Spiritchaser, que havia de ser llançat a principis de 1999 seguit d'una gira mundial prevista. No obstant això, es van separar abans que es completés i van cancel·lar la gira. Una cançó de les sessions d'enregistrament, "The Lotus Eaters", es va publicar finalment a la caixa Dead Can Dance (1981-1998) i al recopilatori de dos discos Wake (2003). Gerrard va fer equip amb Pieter Bourke (Snog, Soma) per publicar Duality l'abril de 1998. Perry va llançar Eye of the Hunter l'octubre de 1999.

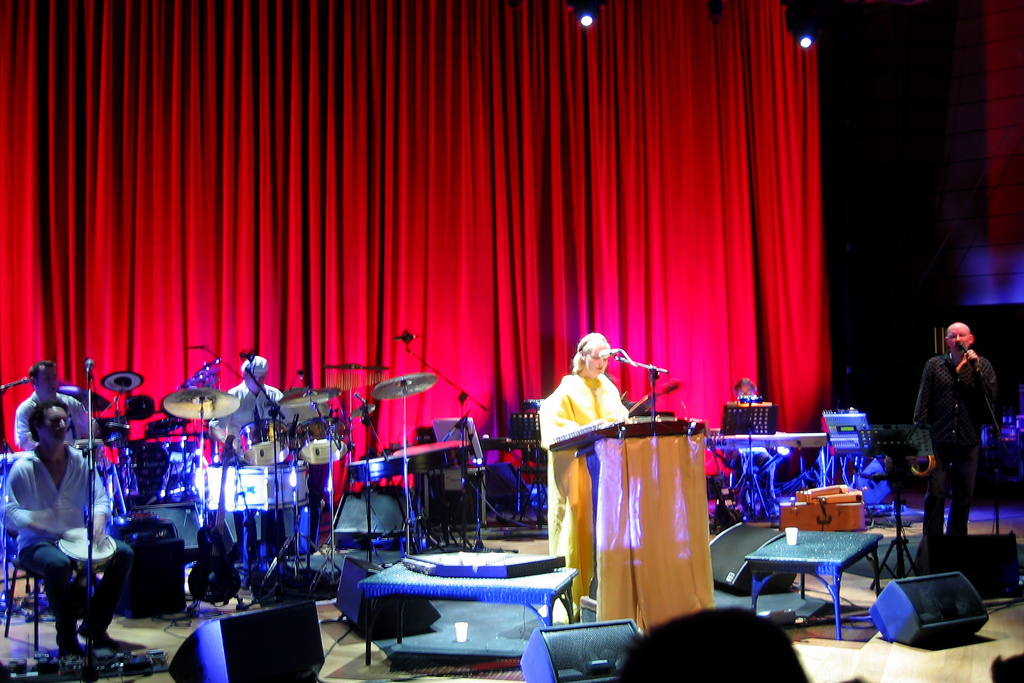
Dead Can Dance l'any 2005, amb Gerrard al centre cap a la dreta i Perry a l'extrem a la dreta.

Dead Can Dance es va reunir el 2005 i va llançar enregistraments d'edició limitada de tretze espectacles de la seva gira europea i vuit enregistraments de la gira nord-americana posterior, així com un recopilatori titulat Selections from Europe 2005. Aquests concerts van ser gravats i publicats en el segell discogràfic The Show. El 2005, la cançó "Nierika" va passar a formar part dels títols d'obertura de la telenovel·la La Chacala de la cadena de televisió mexicana TV Azteca.
El 12 de maig de 2011, Brendan Perry va anunciar al seu fòrum web oficial que Dead Can Dance gravaria un nou àlbum i després s'embarcaria en una gira mundial de dos mesos. La banda va fer un anunci formal sobre la seva gira mundial i el seu nou àlbum, Anastasis, per a una data de llançament el 13 d'agost de 2012.
A finals de 2011, la banda va anunciar una gira mundial de reunió, que inclou 12 ciutats nord-americanes, que anirà acompanyada del llançament d'un àlbum en directe amb un nou segell. La gira estava programada per començar el 9 d'agost de 2012 al Canadà i continuar fins al 19 de setembre de 2012 a Turquia, el 21 i 23 de setembre a Grècia, el 13 d'octubre a Rússia, després el 28 d'octubre de 2012 a Irlanda, després Mèxic i Amèrica del Sud i després al Líban i finalment Austràlia el febrer de 2013. El 15 de novembre de 2012 es va anunciar que la banda tornaria a Europa per continuar la seva gira, començant el 28 de maig de 2013 a Portugal. L'espectacle final de l'Anastasis World Tour va ser a Santiago, Xile, el 13 de juliol de 2013. El 17 d'octubre de 2014, la banda va anunciar que els plans per a una propera gira europea per a la primavera de 2015 havien estat cancel·lats "a causa de circumstàncies imprevistes".
El 8 de setembre de 2015, la banda va anunciar la venda del Quivvy Church Studio de Brendan Perry. Quan se li va preguntar què significava aquesta decisió per al futur de Dead Can Dance, Perry va respondre a la pàgina oficial de Facebook de la banda que la banda s'ha traslladat a França i que estan en procés de fabricar un nou estudi d'enregistrament i assaig.

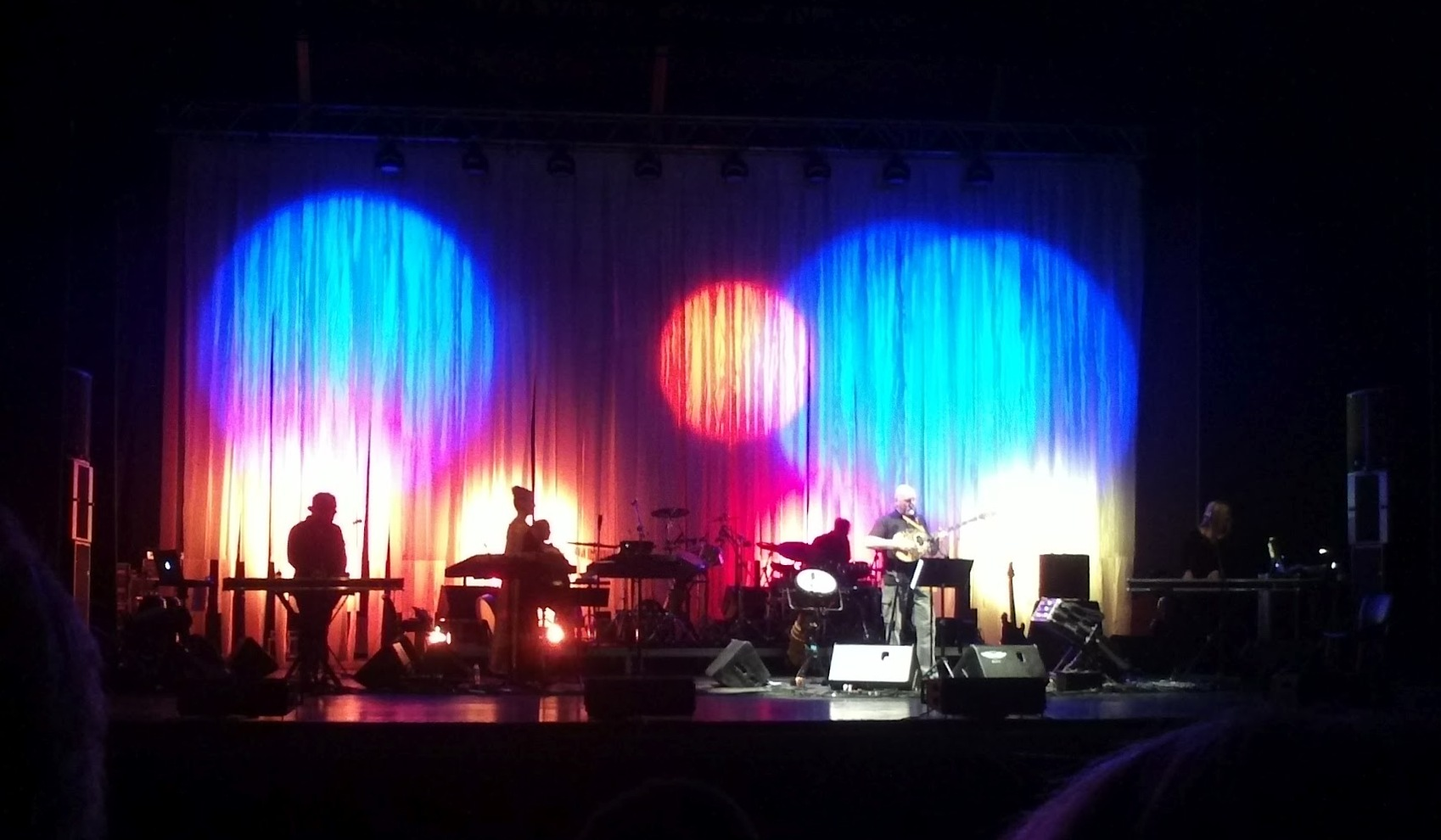
Dead Can Dance al teatre a l'aire lliure Cemil Topuzlu, Istanbul, 19 de setembre de 2012.

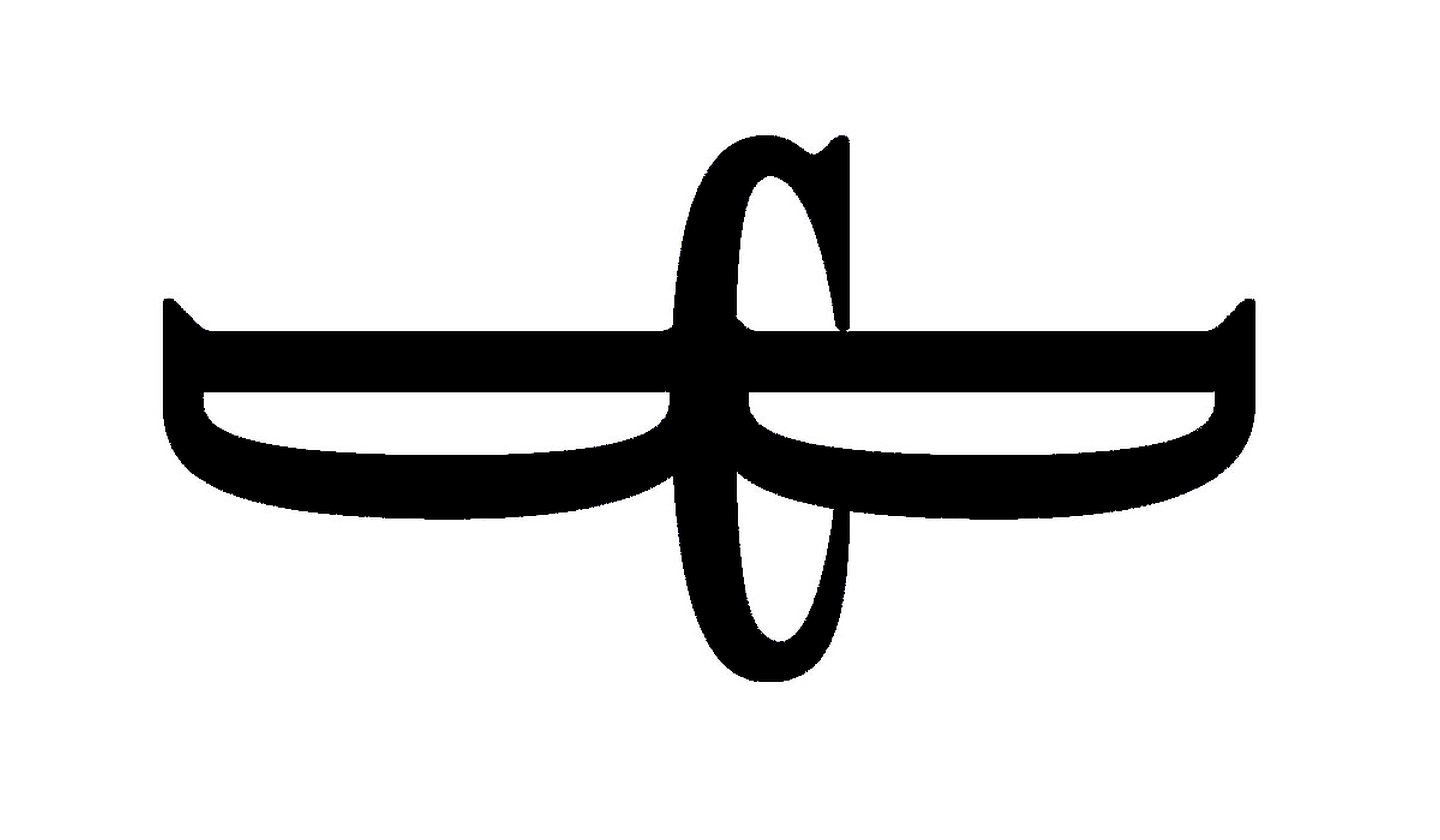
Logotip de text original format a partir de les tres lletres DCD, que s'utilitza al lloc web de la banda fins ara. Més tard, el nom de la banda es va afegir com a logotip, vegeu a continuació.

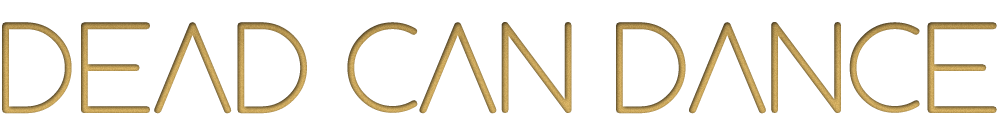
Logotip més nou, on les tres "A" estan escrites sense la línia horitzontal

El 21 d'abril de 2018, Perry va anunciar que la masterització d'un nou àlbum començaria als Abbey Road Studios. El nou àlbum, Dionysus, es va publicar el 2 de novembre de 2018.
El setembre de 2018, el seu lloc web va anunciar la gira "A Celebration – Life & Works 1980-2019" amb dates a Europa al maig i juny de 2019. A diferència de les gires anteriors, el setlist es va basar en gran manera en el catàleg anterior de la banda, amb algunes cançons que la banda mai havia tocat en directe. L'octubre de 2019, la banda va anunciar una segona etapa de la gira amb dates a Amèrica del Nord, Mèxic i Amèrica del Sud. Tanmateix, la gira es va ajornar el 2021 a causa de la pandèmia de la COVID-19. La gira del 2021, així com les dates reprogramades per a finals d'any, també es van cancel·lar per la COVID-19. El març de 2022, Perry va anticipar plans per a un nou àlbum influenciat per la música índia i nous arranjaments i assajos per a una propera gira. Es va fer una gira europea el 2022 i es va programar una segona etapa europea per a finals d'any, així com una etapa nord-americana per al 2023. Tanmateix, el setembre de 2022, la banda va anunciar la cancel·lació tant de la segona etapa europea com de les dates nord-americanes invocant motius de salut no especificats.

## Discografia

### Àlbums d'estudi
- Dead Can Dance (1984)
- Spleen and Ideal (1985)
- Within the Realm of a Dying Sun (1987)
- The Serpent's Egg (1988)
- Aion (1990)
- Into the Labyrinth (1993)
- Spiritchaser (1996)
- Anastasis (2012)
- Dionysus (2018)